# North Slope Borough
North Slope Borough ist ein Borough (Verwaltungsbezirk) im Bundesstaat Alaska der Vereinigten Staaten von Amerika. Bei der Volkszählung im Jahr 2020 wurden 11.031 Einwohner gezählt. Der Verwaltungssitz (Borough Seat) ist Utqiaġvik.

## Geografie
North Slope Borough liegt größtenteils in der Region North Slope, im äußersten Norden der USA. Die westliche Küste des Boroughs liegt an der Tschuktschensee. Im Osten jenseits von Point Barrow grenzt das Gebiet an die Beaufort Sea sowie an das kanadische Territorium Yukon. Der Borough hat eine Fläche von 245.435 Quadratkilometern, wovon 230.035 Quadratkilometer auf Land- und 15.400 Quadratkilometer auf Wasserflächen entfallen. Der Borough ist damit der flächenmäßig größte Borough/County der Vereinigten Staaten mit einer Landfläche, die größer ist als die des US-Bundesstaates Utah.

## Geschichte
Das Borough wurde am 1. Juli 1972 gebildet.

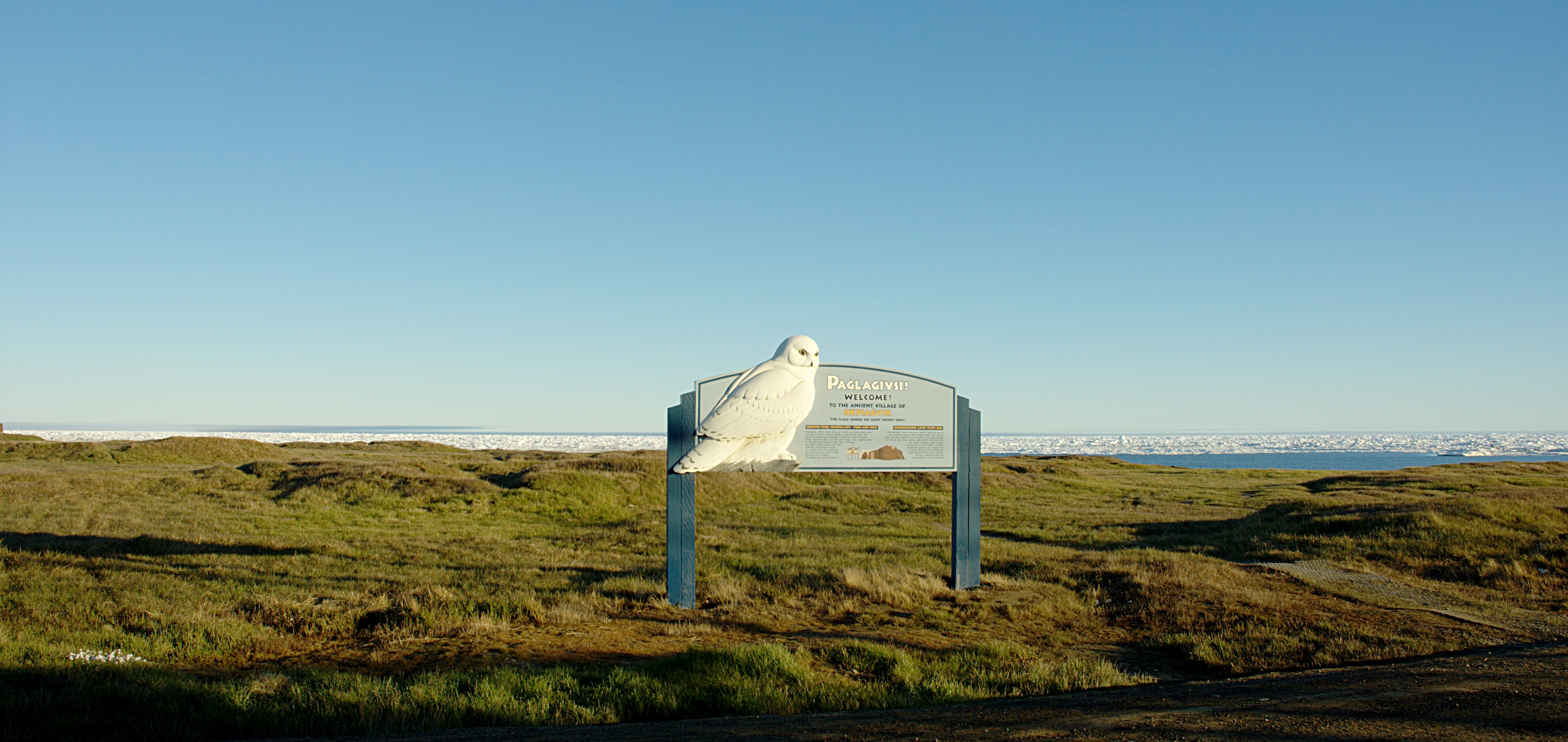
Die Birnirk Site hat seit Dezember 1962 den Status eines National Historic Landmarks.

18 Bauwerke, Stätten und historische Bezirke (Historic Districts) des Boroughs sind im National Register of Historic Places (NRHP) eingetragen (Stand 1. Februar 2022), darunter haben die Birnirk Site, die Gallagher Flint Station Archeological Site, die Ipiutak Site und die Leffingwell Camp Site den Status eines National Historic Landmarks.

## Benachbarte Boroughs und Census Areas
- Yukon-Koyukuk Census Area
- Northwest Arctic Borough

## Demografie
Im Jahr 2018 wurde die Einwohnerzahl des North Slope Borough auf 9797 Menschen geschätzt; die Anzahl der Haushalte liegt bei rund 2000. Das Durchschnittsalter lag bei 34,8 Jahren und damit deutlich unter dem Durchschnitt der USA, welches 37,9 Jahre beträgt. Der Median des Haushaltseinkommens wird auf rund 75.500 US-Dollar geschätzt. Nahezu ein Drittel der Einwohner spricht eine andere Sprache als Englisch als erste Sprache, was einen überdurchschnittlich hohen Wert darstellt.

## Ölvorkommen
Am 9. März 2017 gab der spanische Energiekonzern Repsol die Ergebnisse seiner seit 2008 dauernden Suche nach Erdölvorkommen in der Region bekannt. Die gefundenen Vorkommen werden auf etwa 1,2 Mrd. Barrel bei einer täglichen Fördermenge von bis zu 120.000 Barrel geschätzt. Damit zählt der Fund zu den größten für landseitige Lagerstätten in den USA seit mehr als 30 Jahren. Der Beginn der regelmäßigen Förderung wird für 2021 angestrebt. Zusammen mit einem kurz zuvor präsentierten Fund des US-amerikanischen Konzerns ConocoPhillips, der auf etwa 300 Mio. Barrel Vorrat geschätzt wurde, ergibt das Vorkommen die Möglichkeit für einen Wiederaufschwung der seit langer Zeit schrumpfenden Ölförderung in der Region.

## Städte und Orte
Im North Slope Borough befinden sich 7 Cities (Gemeinden) sowie 2 Census-designated places (gemeindefreie Gebiete) (Stand 2020).

### Cities
- Anaktuvuk Pass
- Atqasuk
- Kaktovik
- Nuiqsut
- Point Hope
- Utqiaġvik
- Wainwright

### Census-designated places (CDPs)
- Point Lay
- Prudhoe Bay